# Lützowstraße 1 (München)

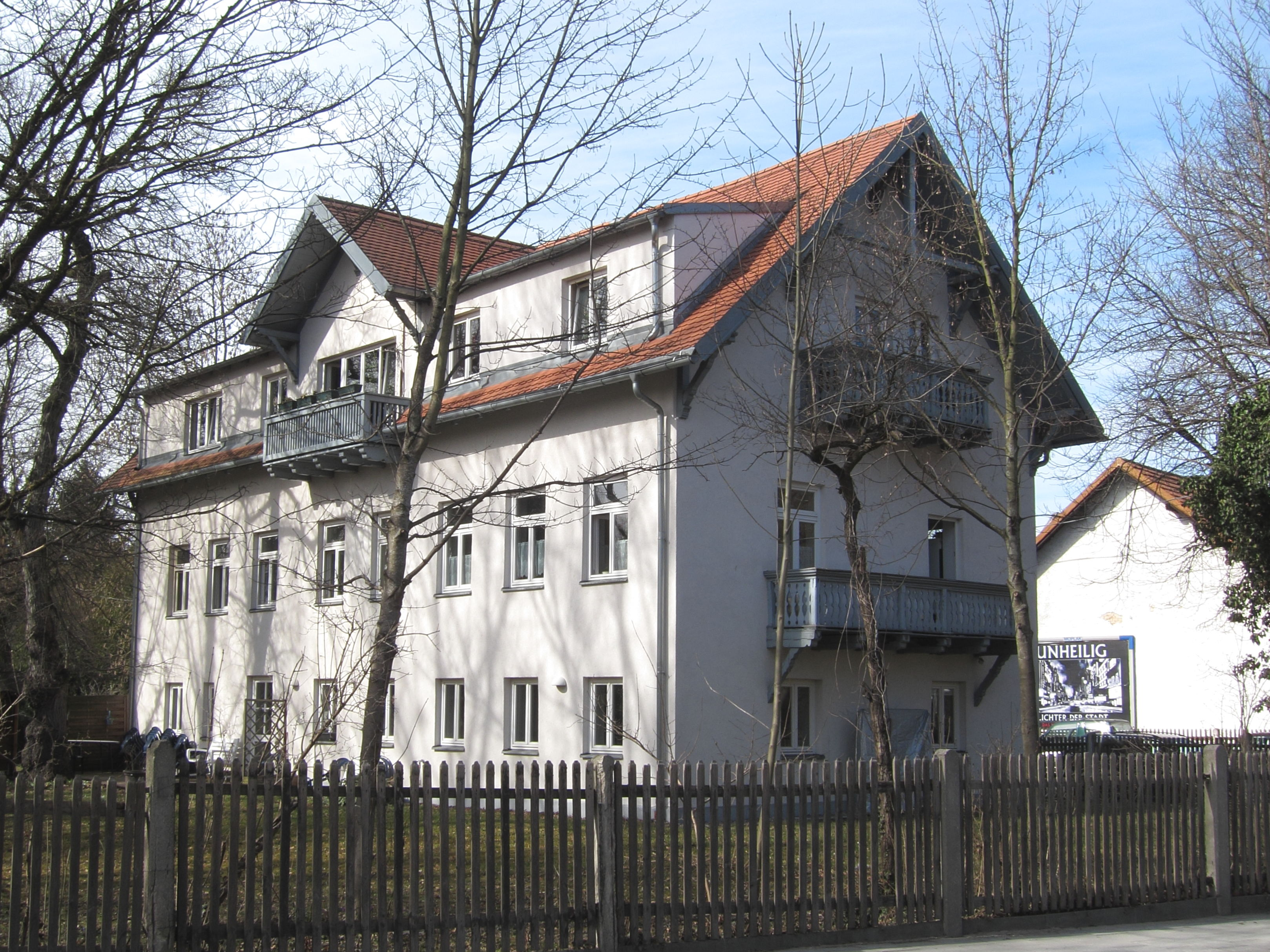
Haus Lützowstraße 1

Das Haus Lützowstraße 1 im Stadtteil Pasing der bayerischen Landeshauptstadt München wurde um 1900 errichtet. Das Vorstadthaus in der Lützowstraße, das zur Villenkolonie Pasing II gehört, ist ein geschütztes Baudenkmal.
Das Haus im Schweizer Stil, an der Ecke zur Pippinger Straße, hat eine langgestreckte Form, die an die Bauernhäuser der Pippinger Straße erinnert. Die Glättung der Fassade erfolgte vermutlich bei der Renovierung in den 1920er Jahren. Der Dachausbau wurde nach dem Zweiten Weltkrieg  und die umfassende Sanierung im Jahr 2001 durchgeführt.